# 朝日オープン将棋選手権
朝日オープン将棋選手権（あさひオープンしょうぎせんしゅけん、略称「朝日オープン」）は、朝日新聞社主催で行われていた将棋の棋戦。前身は全日本プロ将棋トーナメントで、その第20回記念大会となった2001年度より本棋戦名へと改称された。その際、システムも変更され、アマチュア出場枠が拡大。2年目（全日プロから通算で第21回）からは、タイトル戦と同様、トーナメントを勝ち上がった1名が前回優勝者（選手権者）に挑戦する形（挑戦手合制）となった。
名人戦の主催者に朝日新聞社が加わって毎日新聞社との共催になったことにより、本棋戦は2006年度に終了した。なお、後続の棋戦として、朝日杯将棋オープン戦が新設された。

## 概要
優勝者の称号は朝日オープン選手権者であり、序列はタイトル保持者と永世・名誉称号有資格者の次とされた。略称は「朝日」とされることが多いが、朝日新聞は「選手権者」としている。
優勝賞金がタイトル戦以外では当時最高額の2000万円であり（金額が公開されている棋戦では竜王戦の3200万円に次いで高額だった）、日本将棋連盟の定める昇段規定上でタイトル戦と同等の扱いとされるなど、準タイトル戦といえる棋戦であった。

## しくみ
予選と本戦（挑戦者決定トーナメント）、五番勝負により選手権者を決定した。
全棋士と女流棋士2名（成績選抜）、アマチュア10名（朝日アマ名人と朝日アマ名人戦ベスト8以上、日本将棋連盟推薦1名）が参加した。
予選通過者16名と本戦シード者16名の計32名で本戦トーナメントを行い、これを勝ち残った者が挑戦者となった。
選手権者と挑戦者とで五番勝負を行い、勝った者が新しい選手権者となった。

### 予選
トーナメント方式の予選を通過した16名が本戦に出場した。
朝日選手権者および本戦シード棋士を除くすべての棋士のほか、女流棋士2名、アマチュア10名が参加した。女流棋士とアマチュアはすべて別の組に振り分けられ、アマチュアの予選1回戦の対局は同日に一斉に行われた。
予選・本戦とも、持ち時間は各3時間。

### 本戦トーナメント
本戦トーナメントには、予選を勝ち抜いた16名とシード棋士16名が参加した。1回戦はすべて、予選を勝ち抜いた棋士とシード棋士の対局が組まれた。
全日本プロ時代の決勝は五番勝負であったが、朝日オープンの本戦（挑戦者決定トーナメント）決勝は一番勝負であった。ただし、制度移行で選手権者がいなかった第20回は、本戦トーナメント決勝を五番勝負としてその勝者が選手権者となった。
シード選手の決定方法は、優先度の高い方から以下の順で決定した。
1. 前回ベスト4 + 挑戦手合いの敗者
2. 全日本プロから含めて複数回優勝者
3. 過去5年間の朝日オープン選手権者、挑戦者
4. タイトル保持者
5. 永世称号者
6. 過去1年間の全棋士参加棋戦優勝者
7. 過去1年間のタイトル戦出場者
8. 1.～7.までに該当する棋士を除いて、順位戦A級からの上位棋士

タイトル保持よりも全日本プロ時代からの本大会での実績が優先したため、それまで2回以上優勝していた羽生善治、谷川浩司、森内俊之、深浦康市の四人は事実上の永久シードとなった。

### 朝日オープン将棋選手権五番勝負
朝日オープン選手権者と本戦トーナメントの優勝者が五番勝負を戦った。五番勝負は日本各地のホテルや旅館、料亭などで行われた。
持ち時間は予選・本戦と同じく3時間で、1日制で行われた。
五番勝負の実施時期は年度をまたいだ4月-5月で、第25回（2006年度）の五番勝負は2007年4月-5月に行われた。

## 全日本プロ将棋トーナメント
全日本プロ将棋トーナメント（ぜんにほんぷろしょうぎとーなめんと）は、朝日新聞社が主催していた将棋の棋戦で、1982年度から2000年度まで開催された。
1976年をもって名人戦契約を終了した朝日新聞社は、1977年から「朝日アマ名人戦」を開催するも、プロ棋戦からは遠ざかる状況にあった。それから5年後、1982年6月22日の朝日新聞紙上において「全日本プロ将棋トーナメント」の創設を発表した。段位・順位戦クラスとは関係な優勝賞金額を明示したのが棋戦の特徴であり、第1回は賞金600万円、対局料を含めると新四段でも総額700万円強になる計算であった。
全棋士を集めてほぼ横一線スタートとなるトーナメントで行なわれることから、公平な大会といわれた。また、女流棋士とアマチュアの実力が年々上昇傾向にあることなどを背景に、女流棋士は第13回（1994年度）から、アマチュアは第18回（1999年度）から、それぞれ出場枠が設けられた。

### しくみ
全棋士と女流棋士2名、アマチュア2名が参加するトーナメントを行い優勝者を決定した。前回ベスト4以上は準決勝まで対局しないようにシードされ3回戦からの登場であった。タイトル保持者と過去5年間の優勝者も3回戦からの登場であった。決勝のみ五番勝負（1989年度の第8回までは三番勝負）を行っていた。持ち時間は各3時間。

## 歴代決勝記録
第8回大会までは三番勝負、第9回大会以後は五番勝負。年度は、優勝者の優勝履歴に記載されている年度とする。ただし、決勝番勝負の決着は翌年度であった。○●は優勝者または選手権者から見た勝敗。
| 回 | 年度 | 優勝     | 勝敗  | 勝敗     | 準優勝     | 棋戦表 |
| -- | ---- | -------- | ----- | -------- | ---------- | ------ |
| 1  | 1982 | 桐山清澄 | ●○○   | 三番勝負 | 青野照市   | [ 10 ] |
| 2  | 1983 | 谷川浩司 | ○●○   | 三番勝負 | 田中寅彦   | [ 11 ] |
| 3  | 1984 | 谷川浩司 | ○○    | 三番勝負 | 森雞二     | [ 12 ] |
| 4  | 1985 | 谷川浩司 | ○○    | 三番勝負 | 加藤一二三 | [ 13 ] |
| 5  | 1986 | 大内延介 | ○○    | 三番勝負 | 中村修     | [ 14 ] |
| 6  | 1987 | 谷川浩司 | ○○    | 三番勝負 | 櫛田陽一   | [ 15 ] |
| 7  | 1988 | 森内俊之 | ○●○   | 三番勝負 | 谷川浩司   | [ 16 ] |
| 8  | 1989 | 羽生善治 | ●○○   | 三番勝負 | 谷川浩司   | [ 17 ] |
| 9  | 1990 | 森下卓   | ○○●○  | 五番勝負 | 桐山清澄   | [ 18 ] |
| 10 | 1991 | 羽生善治 | ○●●○○ | 五番勝負 | 森下卓     | [ 19 ] |
| 11 | 1992 | 深浦康市 | ●○○●○ | 五番勝負 | 米長邦雄   | [ 20 ] |
| 12 | 1993 | 阿部隆   | ●○●○○ | 五番勝負 | 中田宏樹   | [ 21 ] |
| 13 | 1994 | 谷川浩司 | ○●○○  | 五番勝負 | 深浦康市   | [ 22 ] |
| 14 | 1995 | 屋敷伸之 | ○○○   | 五番勝負 | 藤井猛     | [ 23 ] |
| 15 | 1996 | 谷川浩司 | ○●●○○ | 五番勝負 | 森下卓     | [ 24 ] |
| 16 | 1997 | 羽生善治 | ○○○   | 五番勝負 | 森内俊之   | [ 25 ] |
| 17 | 1998 | 丸山忠久 | ○○○   | 五番勝負 | 森内俊之   | [ 26 ] |
| 18 | 1999 | 谷川浩司 | ○○○   | 五番勝負 | 岡崎洋     | [ 27 ] |
| 19 | 2000 | 森内俊之 | ○○●●○ | 五番勝負 | 谷川浩司   | [ 28 ] |

| 回 | 年度 | 優勝       | 勝敗  | 準優勝     | 本戦   | 予選   |
| -- | ---- | ---------- | ----- | ---------- | ------ | ------ |
| 20 | 2001 | 堀口一史座 | ●○○○  | 杉本昌隆   | [ 29 ] | [ 30 ] |
| 回 | 年度 | 選手権者   | 勝敗  | 挑戦者     | -      | -      |
| 21 | 2002 | 堀口一史座 | ○●●●  | 深浦康市   | [ 31 ] | [ 32 ] |
| 22 | 2003 | 深浦康市   | ●○●○● | 羽生善治   | [ 33 ] | [ 34 ] |
| 23 | 2004 | 羽生善治   | ○○○   | 山崎隆之   | [ 35 ] | [ 36 ] |
| 24 | 2005 | 羽生善治   | ○●○○  | 藤井猛     | [ 37 ] | [ 38 ] |
| 25 | 2006 | 羽生善治   | ○●○○  | 阿久津主税 | [ 39 ] | [ 40 ] |

## プロ対アマの対戦成績
全日プロの時代の第18回からアマチュア選手にも門戸が開かれ、朝日オープンと改められてからはアマチュアの出場が10名に拡大された。予選1回戦となるプロアマ戦10局は朝日オープンの開幕戦として、東西の将棋会館で同日一斉に開始されていた。
予選を勝ち抜き決勝トーナメントに出場するアマチュア選手は出なかったが、予選がなかった全日プロ時代の第19回（2000年）に、朝日アマ名人であった山田敦幹がプロ棋士を相手に3連勝した。また第24回（2005年）朝日オープンでは、同じく朝日アマ名人であった吉田正和がプロに3連勝して予選決勝に進出した。吉田はその年に奨励会初段を受験して合格し、2008年にプロになっている。
プロアマ一斉対局は、アマチュアの出場10名をそのままに朝日杯将棋オープン戦に引き継がれた。
| 回 | 対局日       | 結果            |
| -- | ------------ | --------------- |
| 18 | 1999年7月3日 | プロ1勝 アマ0勝 |
| 19 | 2000年7月8日 | プロ1勝 アマ1勝 |

| 回 | 対局日       | 結果            |
| -- | ------------ | --------------- |
| 20 | 2001年6月3日 | プロ8勝 アマ2勝 |
| 21 | 2002年6月1日 | プロ3勝 アマ7勝 |
| 22 | 2003年6月1日 | プロ6勝 アマ4勝 |
| 23 | 2004年6月6日 | プロ7勝 アマ3勝 |
| 24 | 2005年6月4日 | プロ7勝 アマ3勝 |
| 25 | 2006年6月3日 | プロ7勝 アマ3勝 |